# Mare de Déu del Bonconsell (Vingrau)

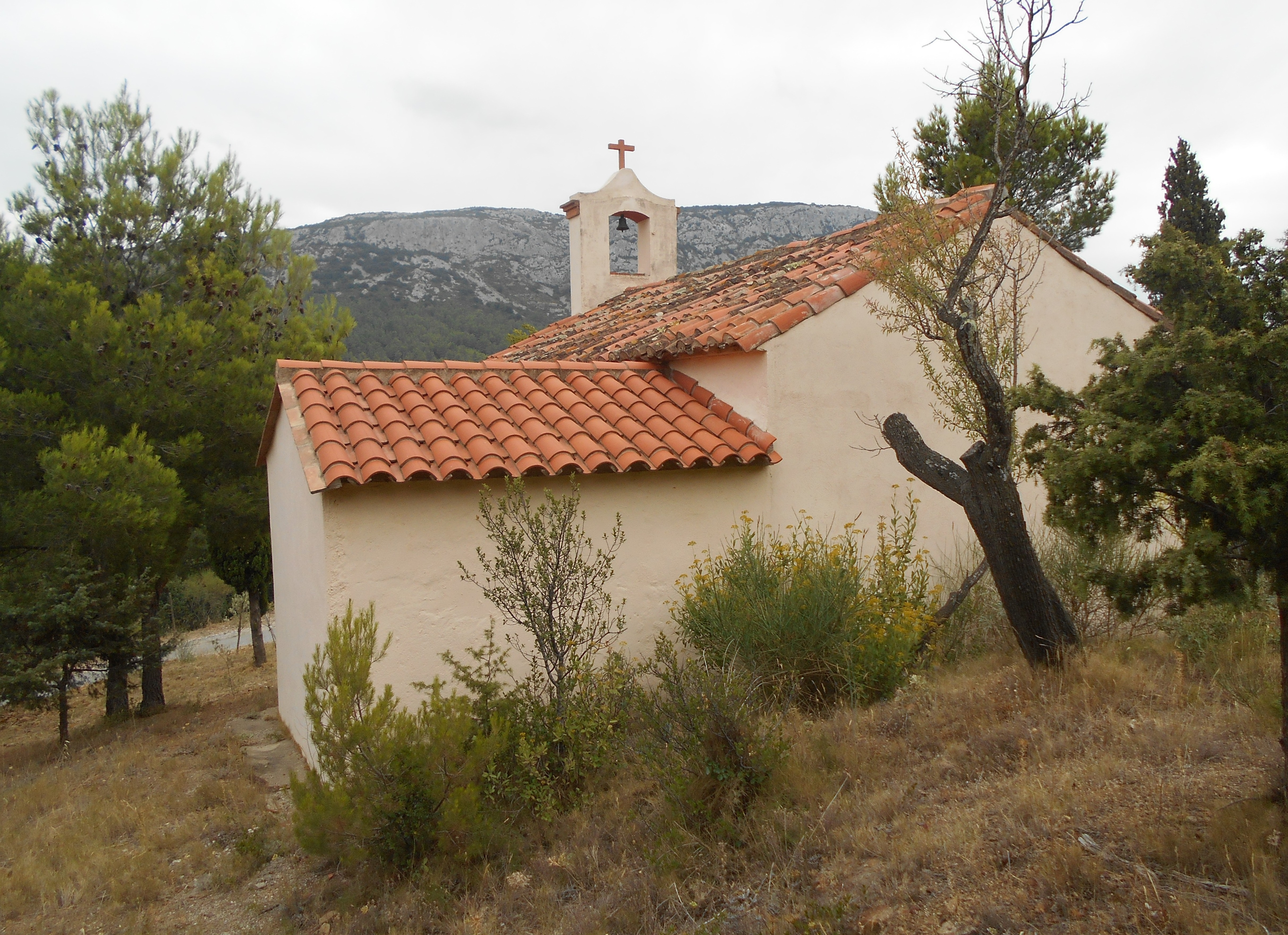
Absis i mur lateral

La Mare de Déu del Bonconsell és una capella del poble de Vingrau, a la comarca del Rosselló (Catalunya Nord).
Està situada dalt d'un turó a l'extrem oriental del poble de Vingrau, lleugerament aïllada del nucli de població.
Aquesta capella data de l'any 1860.